# Santa Bárbara (kommun i Colombia, Santander)
Santa Bárbara är en kommun i Colombia.   Den ligger i departementet Santander, i den centrala delen av landet, 290 km norr om huvudstaden Bogotá. Antalet invånare är 2 311.